# KaZantip

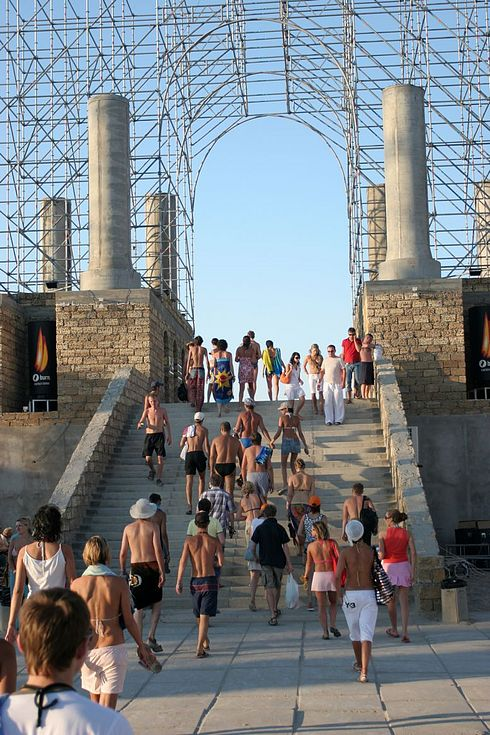
KaZantip - Portal de Entrada

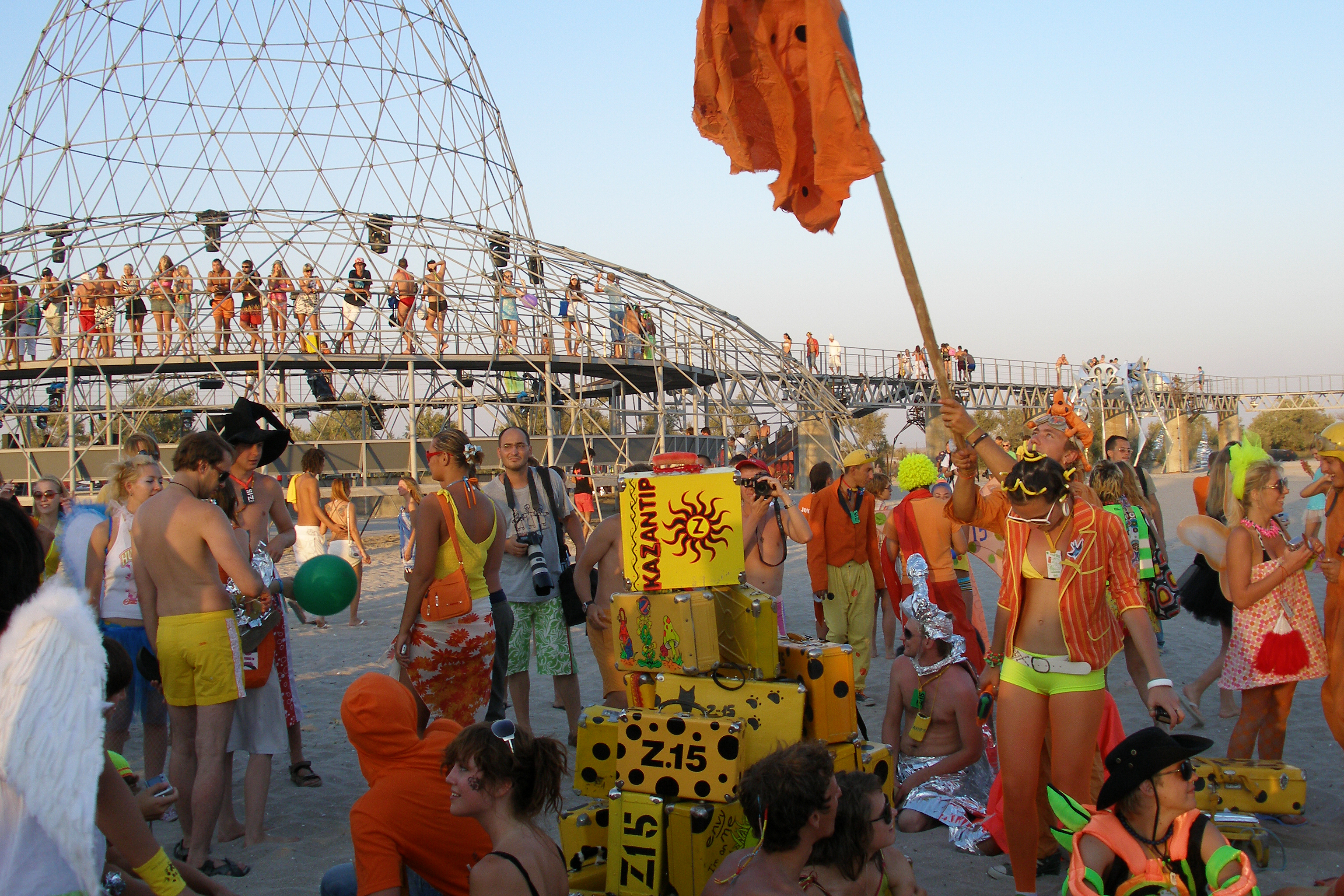
Os Z Peoples no festival à tarde. Este "Z15" quer dizer que essa foto foi tirada na KaZantip de edição Nº 15, em 2007. Também é característico no festival, as roupas coloridas e acessórios por todo o corpo

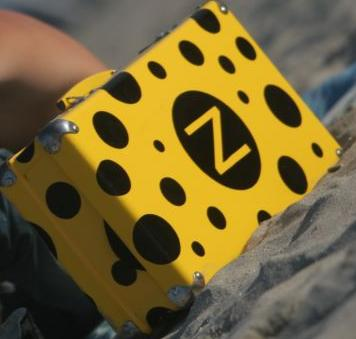
As típicas malinhas amarelas, tradição na KaZantip

Respublika KaZantip (língua ucraniana: Республіка Казантип) é um festival de música eletrônica que ocorre anualmente em Popovka na península da Crimeia, na porção ucraniana do Mar Negro.
Sua primeira edição ocorreu em 1991, quando a Ucrânia ainda fazia parte da URSS e era apenas um encontro de windsurfe. Após a inclusão da música eletrônica o festival cresceu e ganhou dimensões colossais. Teve edições em Shchelkino e Vesyoloe, curiosamente chegou a ocorrer dentro das instalações de uma usina nuclear desativada.
Durante a festa, a KaZantip (ou República Z) é uma nação independente fictícia com "leis" específicas. Para cruzar a fronteira é necessário um "ViZa" ou "viZto", como é chamado o ingresso, o coordenador é chamado de PreZidente e os cidadãos são os ParadiZers ou "Z Peoples". Comemora-se o "Ano-Novo" em 31 de julho. O público estimado durante a edição de 2008 é de cerca de 150.000 participantes.
Pode-se dividir a KaZantip por três terços de público: 1/3 de russos, 1/3 de estrangeiros (de maioria europeia) e o restante vem de várias partes da Ucrânia, principalmente da Crimeia, onde ocorre o festival.
Os anos na KaZantip começam no 31 de julho e terminam só no dia 22 de agosto. Hoje, com mais de 150 mil pessoas, é um dos maiores festivais de música eletrônica do mundo.